# Tetyana Tereshchuk-Antypova
Pour les articles homonymes, voir Tereshchuk et Antipova.
Tetyana Viktorovna Tereshchuk-Antypova, en ukrainien Терещук-Антипова Тетяна Вікторівна, née le 11 octobre 1969 à Louhansk, est une athlète ukrainienne
Cette spécialiste du 400 m haies a disputé la finale des Jeux olympiques 2000 à Sydney en terminant à la cinquième place et les championnats du monde de 2003 où elle termine à nouveau cinquième. En 2004, sa carrière atteint son apogée lorsqu'elle remporte la médaille de bronze aux Jeux olympiques d'Athènes, derrière Fani Halkia et Ionela Tirlea. Elle réalise lors de la finale son record personnel en 53 s 37.
En 2006, elle obtient la médaille de bronze aux Championnats d'Europe à Göteborg. À noter également des victoires en Golden League au Meeting Gaz de France et au Bislett Games en 2001.

## Palmarès

### Jeux olympiques d'été
- Jeux olympiques d'été de 1996 à Atlanta (États-Unis)
  - éliminée en demi-finales sur 400 m haies
- Jeux olympiques d'été de 2000 à Sydney (Australie)
  - 5e sur 400 m haies
- Jeux olympiques d'été de 2004 à Athènes (Grèce)
  -  Médaille de bronze sur 400 m haies

### Championnats du monde d'athlétisme
- Championnats du monde d'athlétisme de 1995 à Göteborg (Suède)
  - 5e sur 400 m haies
- Championnats du monde d'athlétisme de 1997 à Athènes (Grèce)
  - 4e sur 400 m haies
- Championnats du monde d'athlétisme de 1999 à Séville (Espagne)
  - 7e sur 400 m haies
- Championnats du monde d'athlétisme de 2003 à Paris (France)
  - 5e sur 400 m haies
- Championnats du monde d'athlétisme de 2005 à Helsinki (Finlande)
  - 7e sur 400 m haies

### Championnats d'Europe d'athlétisme
- Championnats d'Europe d'athlétisme de 1994 à Helsinki (Finlande)
  - 6e sur 400 m haies
- Championnats d'Europe d'athlétisme de 1998 à Budapest (Hongrie)
  -  Médaille d'argent sur 400 m haies
- Championnats d'Europe d'athlétisme de 2006 à Göteborg (Suède)
  -  Médaille de bronze sur 400 m haies